# Lievegem
Lievegem ist eine Gemeinde in der belgischen Provinz Ostflandern, die am 1. Januar 2019 aus dem Zusammenschluss der Gemeinden Waarschoot, Lovendegem und Zomergem entstand.
Die fusionierte Gemeinde hat eine Fläche von 80,17 km² und zählt mehr als 25.000 Einwohner.

## Zusammenschluss
Siehe auch: Zusammenschluss belgischer Gemeinden